# 若菜三千代
若菜 三千代（わかな みちよ、7月26日 - ）は、気象予報士。かつてウェザーマップに所属していた。
東京都出身。趣味・特技は映画鑑賞、お笑い鑑賞、バンド（ヴォーカル）、スノーボード。

## 担当番組
- TOKYO MX NEWS（金曜夜、TOKYO MX）
- 午後の天気ゴコロ・ゴゴ天・That's! 天気予報 （e-天気.net）
- SCHOOL NINE（ラジオ、JFN系列）ほか